# Greatest Hits Vol. 2 (ABBA-Album)
Greatest Hits Vol. 2 ist das zweite Best-of-Album der schwedischen Popgruppe ABBA. Es wurde am 26. Oktober 1979 erstmals in Großbritannien veröffentlicht, drei Tage später erschien es auch in Schweden und anderen Ländern. Das Album erreichte Platz 1 in Belgien, Großbritannien und Kanada, sowie in zehn weiteren Ländern die Top Ten. In einer 1981 angefertigten Statistik von Polar Music stand es an vierter Stelle auf der Rangliste der ABBA-Verkäufe. Auch heute gehört es mit rund 7,5 Millionen Exemplaren zu den meistverkauften ABBA-Alben. Allein in Japan wurden rund eine Million Exemplare verkauft.

## Das Album und sein Erfolg
Das Album wurde mit der Single-Veröffentlichung von Gimme! Gimme! Gimme! (A Man After Midnight) verbunden. Stig Anderson, der Manager der Gruppe, meinte nämlich, dass die Käufer der neuen Single doch gleich die neue Kompilation kaufen sollten. Deswegen ärgerte es ihn umso mehr, als die Single auf Platz 16 der schwedischen Charts stieg, während das Album nur auf Platz 20 kam.
Das Material beinhaltet hauptsächlich Stücke aus den Alben Arrival, ABBA – The Album und Voulez-Vous. Lediglich Rock Me aus dem Album ABBA wurde auf die Titelliste miteinbezogen, da es 1975 in den australischen Charts die Top 5 erreicht hatte; ebenso die ein Jahr zuvor veröffentlichte Single Summer Night City. Aus bis heute ungeklärten Gründen wurden bei diesem Album die beiden Stereokanäle getauscht (sowohl auf der Vinyl- als auch auf der heute nicht mehr erhältlichen CD-Version).
Die Veröffentlichung von Greatest Hits Vol. 2 überschnitt sich mit der gerade laufenden Konzerttournee von ABBA, die am 13. September in Nordamerika begonnen hatte und seit 19. Oktober 1979 in Europa fortgesetzt wurde. Dieser weitere Höhepunkt ihrer Popularität half der LP vor allem in Großbritannien zu einem schnellen Charteinstieg, wo es insgesamt vier Wochen auf Platz 1 stand und sich rund 1,2 Millionen Mal verkaufte. Auch in Kanada konnte Greatest Hits Vol. 2 die Spitzenposition erreichen. Es blieb dort bis heute das einzige Nummer-eins-Album von ABBA.

## Chartplatzierungen
| Jahr | Titel                | Chartpositionen | Chartpositionen | Chartpositionen | Chartpositionen | Chartpositionen | Chartpositionen |
| Jahr | Titel                | DE              | AT              | CH              | UK              | US              | SE              |
| ---- | -------------------- | --------------- | --------------- | --------------- | --------------- | --------------- | --------------- |
| 1979 | Greatest Hits Vol. 2 | 6               | 2               | −               | 1               | 46              | 20              |

## Titelliste

### Seite 1
1. Gimme! Gimme! Gimme! (A Man After Midnight)
2. Knowing Me, Knowing You
3. Take a Chance on Me
4. Money, Money, Money
5. Rock Me
6. Eagle
7. Angeleyes

### Seite 2
1. Dancing Queen
2. Does Your Mother Know
3. Chiquitita
4. Summer Night City
5. I Wonder (Departure)
6. The Name of the Game
7. Thank You for the Music